# تحقيقات العزل الأول ضد آندرو جونسون

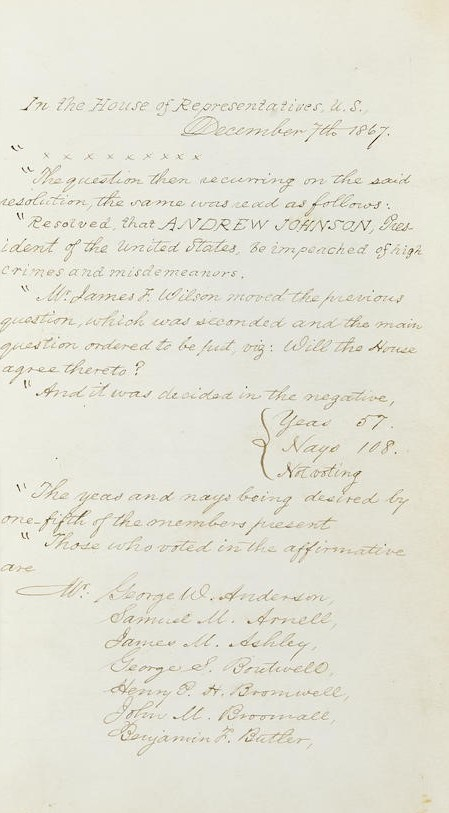
أندرو جونسون 1867 التصويت على عزله

انطلقت تحقيقات العزل الأول ضد آندرو جونسون عبر تصويت في مجلس النواب الأمريكي في 7 من شهر يناير من عام 1867 للتحقيق في عزل محتمل لرئيس الولايات المتحدة آندرو جونسون. وقد أشرفت على ذلك اللجنة القضائية لمجلس النواب الأمريكي.
اعتبر التصويت الذي وافق على التحقيق بأنه يمنح الفرصة للجمهوريين بالتعبير عن سخطهم ضد جونسون دون أن يعزلوه بشكل رسمي. كان معظم أعضاء الكونغرس قد توقعوا أن المشاعر ضمن اللجنة القضائية للمجلس ستكون ضد عزل الرئيس. إلا أن اللجنة صوتت، وبشكل مفاجئ، بمجموع 5 أصوات مقابل 4 في 25 من شهر نوفمبر من عام 1867 لصالح عزل جونسون (بعد أن أجرت تصويتًا تمهيديًا ضد العزل قبل أشهر). وعلى الرغم من نتائج التصويت، صوت المجلس بمجموع 108 مقابل 57 ضد العزل في 7 ديسمبر 1867، وقد ذهبت أصوات الجمهوريين ضد العزل أكثر مما أيدته.
استبق تحقيق العزل هذا تحقيق العزل الثاني ضد آندرو جونسون (انطلق التحقيق في شهر يناير من عام 1868)، وهو ما لعب دورًا أفضى إلى عزل جونسون في 24 من شهر فبراير من عام 1868.

## الخلفية
راودت فكرة عزل الرئيس آندرو جونسون بعض الجمهوريين الراديكاليين منذ مطلع العام 1866. إلا أن الحزب الجمهوري كان منقسمًا حول فرص نجاح العزل مع معارضة واسعة حتى تلك الفترة من قبل المعتدلين في الحزب الذين كانوا يشكلون الأكثرية. كان الراديكاليون أكثر تأييدًا للعزل، إذ كان جونسون يشكل خطرًا كبيرًا على خططهم لإصلاح قوي في عصر إعادة الإعمار. كان من بين أوائل الجمهوريين الذين فكروا بالعزل رئيس لجنة تبعيات مجلس النواب جيمس ميتشل آشلي. وكان آشلي على قناعة بأن نظرية المؤامرة التي كانت تتهم جونسون بالضلوع في مؤامرة اغتيال لينكولن كانت بلا أساس. وبذلك كان لدى آشلي حافز شخصي قوي للرغبة بالإطاحة بجونسون من منصبه. بدأ آشلي بهدوء السعي إلى عزل جونسون، إذ كان العزل الفيدرالي نادرًا في الولايات المتحدة الأمريكية.
قام الجمهوريون الراديكاليون بعدة محاولات للمباشرة بالعزل، إلا أن الجمهوريين المعتدلين في قيادة الحزب تصدوا بنجاح لهذه المحاولات. بعد اجتماع الفصيل الجمهوري في مجلس النواب الذي عقد في شهر ديسمبر من عام 1866، وفي محاولة لإعاقة أي جهود أخرى لعزل جونسون، وضع الجمهوريون المعتدلون الذين كانوا يقودون الحزب قاعدة للفصيل الجمهوري تتطلب موافقة أكثرية جمهوريي مجلس النواب وأكثرية أعضاء اللجنة القضائية لمجلس النواب الأمريكي على أي إجراء يتعلق بالعزل في فصيل حزبي قبل أن يُنظر فيها في المجلس. واصل الجمهوريون الراديكاليون سعيهم وراء عزل جونسون. وتمردوا على القاعدة المطبقة للفصيل الحزبي. اقترح الراديكاليون عددًا من قرارات العزل التي عادة ما تمكن الجمهوريون المعتدلون من خنقها عبر إحالتها إلى اللجان.
مع بداية العام 1867، وبصورة ثابتة، كان الكونغرس يتلقى عرائض تطالب بالإطاحة بجونسون. وأتت هذه العرائض بصورة رئيسية من ولايات وسط غرب الولايات المتحدة.
وكانت العرائض نتيجة لحملة منظمة للمطالبة بالإطاحة بجونسون. تفاوتت أعداد التواقيع على هذه العرائض، إذ لم تكن بعض العرائض تحمل سوى 3 تواقيع، في حين حملت عرائض أخرى حتى 300 توقيع.
بحلول بداية الجلسة الثالثة للكونغرس الـ39 لانتقال الرئاسة إلى رئيس آخر في ديسمبر من عام 1866، كان عدد من الجمهوريين الراديكاليين يطالبون بإقامة لجنة اختيار للتحقيق في إمكانية عزل جونسون، إلا أنها واجهت على الرغم من ذلك مقاومة ضمن فصيل الحزب الجمهوري. في 17 ديسمبر من عام 1866، حاول جيمس ميتشيل آشلي فتح تحقيق للعزل في مجلس النواب، إلا أن تحركه لإيقاف القوانين للنظر في قراره شهد تصويتًا بلغ 88 صوتًا مقابل 49، وهو ما كان أقل بصوتين ليحصل على أغلبية الثلثين المطلوبة لتعليق القوانين. على الرغم من ذلك، وافق آشلي مع ثاديوس ستيفنز ليطرح مرة أخرى قرار العزل أمام مجلس النواب بأكمله.

## تمرير مجلس النواب لقرار الموافقة على التحقيق
في 7 يناير من عام 1867، قدم كل من بينجامين إف لون وجون آر كيلسو وجيمس ميتشل آشلي 3 قرارات منفصلة لعزل جونسون. رفض مجلس النواب عقد مناظرة أو تصويت على أي من قراري لون وكيلسو. إلا أن المجلس أتاح بالفعل إقامة تصويت على قرار آشلي المتعلق بالعزل. خلافًا لمشروعي قرار العزل الآخرين الذين قدما في ذلك اليوم (الذين كانا سيعزلان جونسون مباشرة)، عرض مشروع قرار آشلي خطوطًا عريضة واضحة للكيفية التي ستسير بها عملية العزل، ولم تكن العملية تبدأ بعزل مباشر. وبدلًا من الذهاب إلى تصويت مباشر حول عزل الرئيس، فإن قراره سيطلب من اللجنة القضائية «التحقيق في السلوك الرسمي لآندرو جونسون»، والتحقيق في ما أسماه صلاحيات جونسون «التي استخدمت بشكل فاسد» و«اغتصاب السلطة»، بما في ذلك تعيينات جونسون السياسية واستخدامه لصلاحيات العفو الفيدرالي الممنوحة له (في تلميح إلى عفوه عن الولايات الكونفدرالية الأمريكية) والفيتو الذي استخدمه ضد التشريعات وبيع ملكيات مصادرة وتدخل مزعوم في الانتخابات. وفي حين وجه القرار تهمة «جرائم وجنح عليا» وسمى مواقف عديدة لفساد مزعوم، لم يحدد قرار آشلي الجرائم والجنح العليا التي كان جونسون قد ارتكبها. بلغت الشكاوى المدرجة في القرار درجة شكاوى سياسية في الغالب لدى آشلي ضد جونسون.
نص القرار:
أعزل آندرو جونسون فعليًا ونائب رئيس الولايات المتحدة والرئيس بالنيابة على جرائم وجنح عليا:
أتهمه باغتصاب السلطة وانتهاك القوانين
وبأنه استخدام صلاحياته في التعيين بصورة فاسدة
وبأنه استخدام صلاحياته في العفو بصورة فاسدة
وبأنه استخدام صلاحياته في الفيتو بصورة فاسدة
وبأنه نقل ملكيات عامة للولايات المتحدة بصورة فاسدة
وبأنه تدخل في الانتخابات بصورة فاسدة وقام بأفعال تعتبر، في ضوء الدستور، جرائم وجنح عليا:
بناء على ذلك
تخول اللجنة القضائية لمجلس النواب بموجب ذلك للتحقيق في السلوك الرسمي لآندرو جونسون، نائب رئيس الولايات المتحدة، وإبطال صلاحيات منصب رئيس الولايات المتحدة وواجباته، وتبليغ مجلس النواب إذا ما كان آندرو جونسون المذكور، برأي المجلس، مذنبًا في الفترة التي كان يشغل فيها المنصب المذكور بأفعال استهدفت أو كانت معدة للإطاحة بحكومة الولايات المتحدة أو قلبها أو إفسادها، أو أي قسم أو منصب مرتبط بها، وإذا ما كان آندرو جونسون المذكور مذنبًا بأي فعل، أو قد تآمر مع آخرين للقيام بأفعال تعتبر، في ضوء الدستور، جرائم وجنح عليا، تتطلب تدخل الصلاحيات الدستورية لهذا المجلس، وتمتلك اللجنة المذكورة صلاحية الإرسال بطلب الأشخاص والصحف، والإشراف على القسم المتعارف عليه للشهود.
مرر القرار في مجلس النواب بمجموع 108 أصوات مقابل 39. واعتبر القرار بأنه يقدم للجمهوريين فرصة التعبير عن سخطهم على جونسون دون أن يعزلوه بصورة رسمية. كان العديد من الجمهوريين يرون أن أي قرار عزل، في اللجنة القضائية، سيموت موتًا بطيئًا. من بين ال 108 أعضاء في مجلس النواب الذين صوتوا لمصلحة القرار، كان هناك عضو ديمقراطي واحد و99 عضوًا جمهوريًا و7 أعضاء وحدويين غير مشروطين وجمهوريًا مستقلًا واحدًا. ومن بين ال 6 أعضاء الذين صوتوا ضد القرار، كان هناك 25 ديمقراطيًا و6 جمهوريين و3 وحدويين غير مشروطين و5 وحدويين. كان هناك غياب ل 44 عضوًا في الكونغرس (14 ديمقراطي و28 جمهوري وعضوين وحدويين غير مشروطين). إضافة إلى ذلك، لم يصوت الناطق باسم مجلس النواب الأمريكي، سكايلر كولفاكس (جمهوري)، إذ كانت قوانين المجلس لا تتطلب أن يصوت الناطق باسم المجلس خلال الإجراءات التشريعية العادية ما لم يكن تصويته حاسمًا أو في حالة كان التصويت يجرى عبر الاقتراع.
تظهر السجلات الرسمية بأن الديمقراطي جون وينثروب تشانلر قد صوت لمصلحة القرار (ولذلك يصنفه هذا المقال ضمن المصوتين لمصلحة القرار). إلا أن جريدة نيويورك تريبيون أبدت شكوكًا، في أعقاب التصويت، بأن ذلك الخطأ كان خطأ مطبعيًا.

## التحقيق
دام التحقيق 11 شهرًا وشهد استجواب 89 شاهدًا وتجميع 1200 صفحة شهادة. ومن بين أولئك الذين مثلوا أمام اللجنة القضائية للمجلس كجزء من التحقيق كان جون كوفود (الذين كان يدفع باتجاه العزل) وجوزيف سكوت فولرتون وجوزيف إي فاولر وإدوين ستانتون ولافايت سي باركر وويليام باركلاي نابتون وروفوس ساكستون ووتوماس دبليو كونواي وجيرمياه إس بلاك.
وكان من بين الأشخاص الذين استجوبوا أشخاص أصدر جونسون عفوًا بحقهم وأشخاص كان قد طردهم. أدلى جون إيفانز وجيروم بي تشاف بشهادة ترتبط بفيتو جونسون لمشروع قرار للقبول بكولورادو كولاية.
قيل إن الموافقة على التحقيق قد أثارت غضب الرئيس جونسون. وبقي جونسون يراقب سير التحقيقات عن طريق وكالة بينكيرتون للتحري.